# クリスティアーノ・ビラーギ
クリスティアーノ・ビラーギ（Cristiano Biraghi, 1992年9月1日 - ）は、イタリア・チェルヌスコ・スル・ナヴィーリオ出身のサッカー選手。セリエA・ACFフィオレンティーナ所属。ポジションはDF。イタリア代表。

## 経歴

### クラブ
2005年に地元のインテルナツィオナーレ・ミラノでキャリアをスタートさせ、2010年にトップチームへ昇格。2010年11月24日に行われたUEFAチャンピオンズリーグ・FCトゥウェンテ戦でプロデビューを果たした。しかしその後はクリスティアン・キヴや新加入の長友佑都の存在もありポジションを掴めず、2011年7月にセリエBのSSユーヴェ・スタビアへレンタル移籍を果たした。
2012年夏、セリエB・ASチッタデッラへ共同保有で移籍し、2012-13シーズンには33試合に出場。翌2013年にはセリエA・カルチョ・カターニアへレンタル移籍。
共同保有システムの廃止に伴い2014年6月20日、インテルナツィオナーレ・ミラノへ60万ユーロ+シモーネ・ペコリーニの保有権で復帰。同年7月6日、ACキエーヴォ・ヴェローナへ2年契約でレンタル移籍。しかしレンタルは1年で打ち切られ、2015年8月27日にスペインのグラナダCFへレンタル移籍し初の国外移籍を果たした。
2016年7月11日、セリエAのデルフィーノ・ペスカーラ1936へ完全移籍。35試合に出場したもののクラブは降格した。
2017年8月15日、ACFフィオレンティーナへ買取義務付きのレンタルで移籍。
2019年8月29日、インテルナツィオナーレ・ミラノにシーズン終了まで買い取りオプション付きの期限付き移籍で加入する。

### 代表
U-21イタリア代表としてUEFA U-21欧州選手権に2大会連続（2013年大会、2015年大会）で出場した。
2018年9月にロベルト・マンチーニが指揮を執るイタリア代表に初招集され、2018年9月7日に行われたUEFAネーションズリーグのホームでのポーランド戦で代表デビューを果たした。翌月10月14日のアウェーでのポーランド戦では後半アディショナルタイムにイタリアをリーグB降格の危機から救う決勝ゴールを挙げた。ビラーギはこの得点を同年3月に死去したフィオレンティーナのキャプテン、ダヴィデ・アストーリに捧げた。

## 所属クラブ
- インテルナツィオナーレ・ミラノ 2010-2012

→ SSユーヴェ・スタビア 2011-2012 (loan)
- ASチッタデッラ 2012-2014

→ カルチョ・カターニア 2013-2014 (loan)
- インテルナツィオナーレ・ミラノ 2014-2016

→ ACキエーヴォ・ヴェローナ 2014-2015 (loan)
→ グラナダCF 2015-2016 (loan)
- デルフィーノ・ペスカーラ1936 2016-2018

→ ACFフィオレンティーナ 2017-2018 (loan)
- ACFフィオレンティーナ 2018-

→ インテルナツィオナーレ・ミラノ 2019- (loan)